# Spavá nemoc

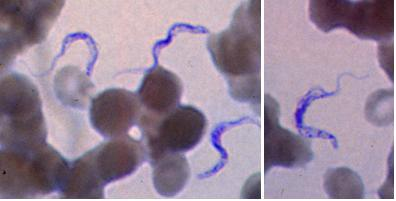
Trypanosomy v krevním roztěru nemocného se spavou nemocí

Spavá nemoc (resp. africká trypanosomiáza) je parazitické onemocnění lidí a zvířat. Je způsobeno parazitem druhu Trypanosoma brucei. Existují dva typy, které mohou nakazit člověka, a to Trypanosoma brucei gambiense (T.b.g.) a Trypanosoma brucei rhodesiense (T.b.r.). T.b.g. způsobuje přes 98 % ohlášených případů. Oba typy se obvykle přenášejí kousnutím nakažené mouchy tse-tse a jejich výskyt je nejobvyklejší ve venkovských oblastech.

## Projevy
V první fázi onemocnění se vyskytují horečky, bolesti hlavy, svědění a bolesti kloubů. Tyto počáteční příznaky se začnou projevovat jeden až tři týdny po kousnutí. O několik týdnů nebo měsíců později se začne projevovat druhá fáze, a to zmateností, špatnou koordinací, strnulostí a potížemi se spánkem. Diagnóza se provádí prostřednictvím zjištění parazita v krevním roztěru nebo v tekutině z mízních uzlin. K rozlišení mezi první a druhou fází nemoci je často nutné provést lumbální punkci.

## Prevence a léčba
Prevence vážného onemocnění zahrnuje sledování rizikové populace pomocí krevních testů na T.b.g. Léčba je snazší, pokud je nemoc odhalena brzy a před nástupem neurologických symptomů. Léčba první fáze nemoci se provádí pomocí léků pentamidin nebo suramin. Pro léčbu druhé fáze nemoci se používá eflornithin nebo kombinace nifurtimoxu a eflornithinu v případě T.b.g. Ačkoli melarsoprol zabírá u obou typů, kvůli vážným vedlejším účinkům se obvykle používá pouze na T.b.r.

## Výskyt

Mapa s počtem úmrtí (2012)

Nemoc se pravidelně vyskytuje v některých regionech Subsaharské Afriky, přičemž ohrožená populace čítá přibližně 70 milionů osob v 36 zemích. V roce 2010 spavá nemoc způsobila přibližně 9 000 úmrtí, v roce 1990 to bylo 34 000 úmrtí. V současné době je nakaženo odhadem 30 000 osob, z toho 7 000 nových případů nákazy v roce 2012. Více než 80 % těchto případů je v Demokratické republice Kongo. V nedávné historii vypukly tři velké epidemie: první od roku 1896 do roku 1906 především v Ugandě a v Konžské pánvi a další dvě ve 20. a 70. letech 20. století v několika afrických zemích. Nositeli i oběťmi nemoci mohou být i další zvířata, například krávy.